# Bezirk Podhajce

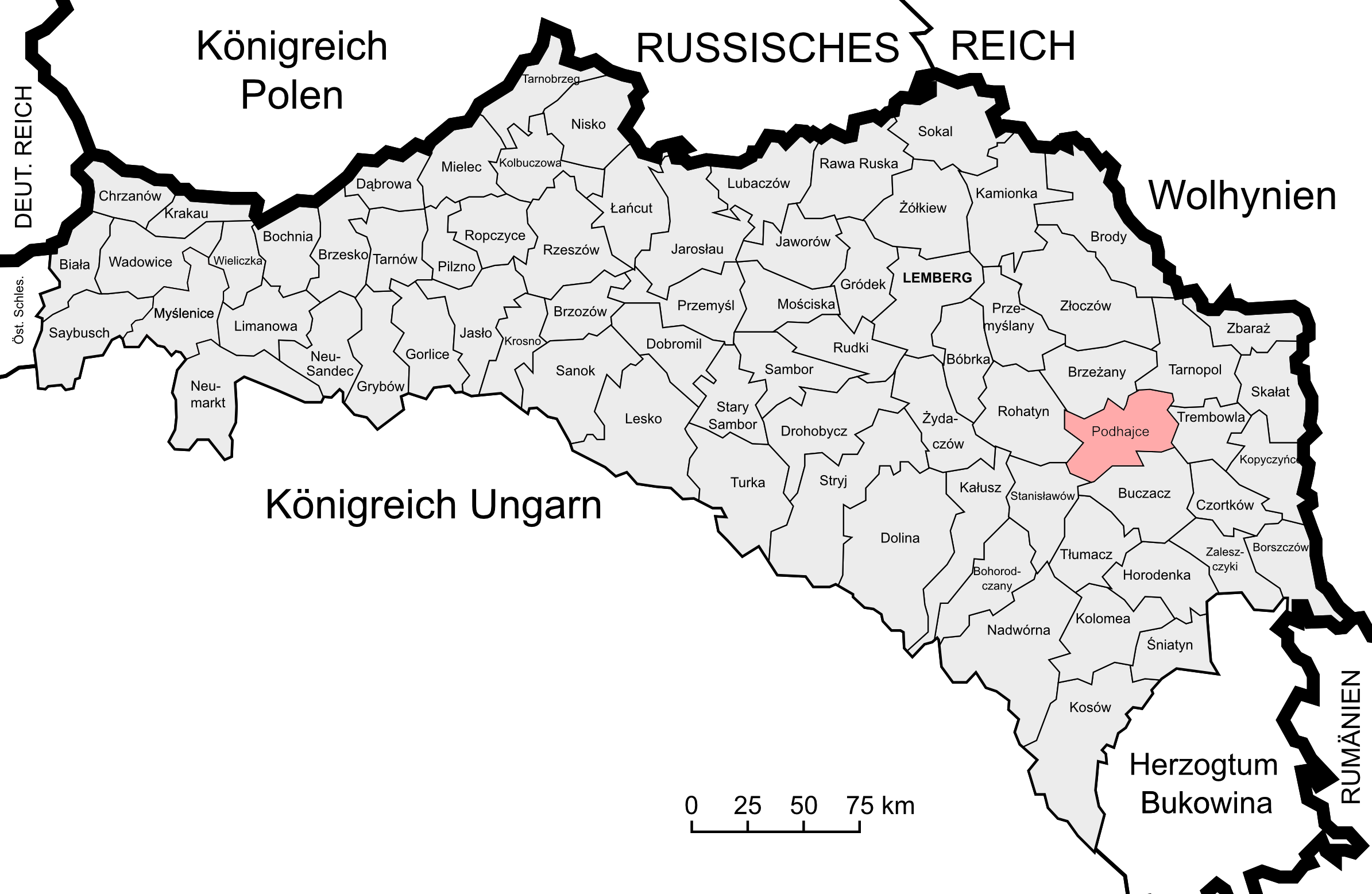
Lage des Bezirks Podhajce im Kronland Galizien und Lodomerien

Der Bezirk Podhajce (bis in die 1870er Jahre Bezirk Podhayce) war ein politischer Bezirk im Kronland Galizien und Lodomerien. Sein Gebiet umfasste Teile Ostgaliziens in der heutigen Westukraine (Oblast Ternopil, Rajon Pidhajzi, Rajon Terebowlja, Rajon Bereschany, Rajon Monastyryska, Rajon Kosowa sowie Oblast Iwano-Frankiwsk, Rajon Halytsch), Sitz der Bezirkshauptmannschaft war der Markt Podhajce. Im November 1918 war der Bezirk nach dem Zusammenbruch der Donaumonarchie am Ende des Ersten Weltkriegs kurzzeitig Teil der Westukrainischen Volksrepublik.
Er grenzte im Norden an den Bezirk Brzeżany, im Nordosten an den Bezirk Tarnopol, im Osten an den Bezirk Trembowla, im Süden an den Bezirk Buczacz, im Südwesten an den Bezirk Stanislau sowie Westen an den Bezirk Rohatyn.

## Geschichte
Ein Vorläufer des späteren Bezirks (Verwaltungs- und Justizbehörde zugleich) wurde zum Ende des Jahres 1850 geschaffen, die Bezirkshauptmannschaft Podhayce war dem Regierungsgebiet Stanislau unterstellt und umfasste folgende Gerichtsbezirke:
- Gerichtsbezirk Podhayce
- Gerichtsbezirk Manasterzyska

Nach der Kundmachung im Jahre 1854 kam es am 29. September 1855 zur Einrichtung des Bezirksamtes Podhayce (weiterhin für Verwaltung und Gerichtsbarkeit zuständig) innerhalb des Kreises Brzeżan.
Nachdem die Kreisämter Ende Oktober 1865 abgeschafft wurden und deren Kompetenzen auf die Bezirksämter übergingen, schuf man nach dem Österreichisch-Ungarischen Ausgleich 1867 auch die Einteilung des Landes in zwei Verwaltungsgebiete ab. Zudem kam es im Zuge der Trennung der politischen von der judikativen Verwaltung zur Schaffung von getrennten Verwaltungs- und Justizbehörden. Während die gerichtliche Einteilung weitgehend unberührt blieb, fasste man Gemeinden mehrerer Gerichtsbezirke zu Verwaltungsbezirken zusammen.
Der neue politische Bezirk Podhayce wurde aus folgenden Bezirken gebildet:
- Bezirk Podhayce (mit 37 Gemeinden)
- Teilen des Bezirks Kozowa (Gemeinden Małowody, Szczepanów, Sosnów mit Tudynka, Telacze, Uwsie)
- Teilen des Bezirks Bursztyn (Gemeinden Boków, Dryszczów, Hnilcze und Panowice, Sławętyn, Szumlany, Byszów)
- Teilen des Bezirks Złotniki (Gemeinden Rosochowaciec, Iżków, Bohatkowce, Siemikowce, Bieniawa, Rakowiec)

Der Bezirk Podhajce bestand bei der Volkszählung 1910 aus 65 Gemeinden sowie 60 Gutsgebieten und umfasste eine Fläche von 1046 km². Hatte die Bevölkerung 1900 noch 86.844 Menschen umfasst, so lebten hier 1910 93.546 Menschen. Auf dem Gebiet lebten dabei mehrheitlich Menschen mit ruthenischer Umgangssprache (66 %) und griechisch-katholischem Glauben, Juden machten rund 8 % der Bevölkerung aus.

## Ortschaften
Auf dem Gebiet des Bezirks bestanden 1910 Bezirksgerichte in Podhajce und Wiśniowczyk, diesen waren folgende Orte zugeordnet:
Gerichtsbezirk Podhajce:
- Beckersdorf
- Białokiernica
- Boków
- Bożyków
- Byszów
- Dobrowody
- Gniłowody
- Halicz
- Hnilcze
- Hołhocze
- Horożanka
- Jabłonówka
- Justynówka
- Kamienna Góra
- Korzowa
- Kotuzów
- Litwinów
- Łysa
- Mądzelówka
- Markowa
- Michałówka
- Mużyłów
- Nosów
- Nowosiółka
- Panowice
- Markt Podhajce
- Rudniki
- Seredne
- Siółko
- Siółko Bożykowskie
- Sławentyn
- Stare Miasto
- Szczepanów
- Szumlany
- Szwejków
- Telacze
- Toustobaby
- Uhrynów bestehend aus den Ortsteilen Kazimierzówka und Uhrynów
- Uwsie
- Wierzbów
- Wolica
- Wołoszczyzna
- Zahajce
- Zastawce ad Hołhocze
- Zastawcze ad Zawałów
- Zaturzyn
- Zawadówka
- Zawałów

Gerichtsbezirk Wiśniowczyk:
- Bieniawa
- Bohatkowce
- Burkanów
- Chatki
- Hajworonka
- Iszczków
- Małowody
- Rakowiec
- Rosochowaciec
- Sapowa
- Siemikowce
- Sokolniki
- Sokołów
- Sosnów
- Wiśniowczyk
- Zarwanica
- Złotniki